# Trasierra (Badajoz)
Trasierra je španělská obec situovaná v provincii Badajoz (autonomní společenství Extremadura).

## Poloha
Obec je vzdálena 8,5 km od města Llerena, 105 km od Méridy a 123 km od města Badajoz. Patří do okresu Campiña Sur a soudního okresu Llerena.

## Historie
V roce 1834 se obec stává součástí soudního okresu Llerena. V roce 1842 čítala obec 111 usedlostí a 440 obyvatel.

## Odkazy

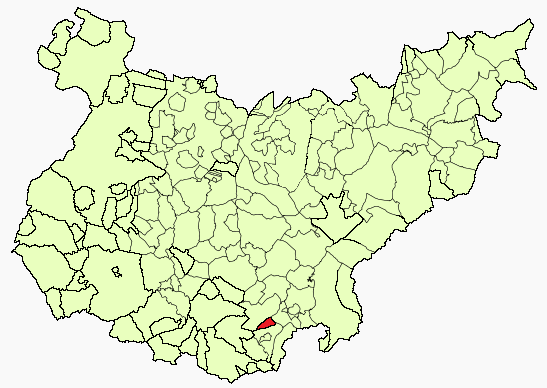
Poloha obce v provincii Badajoz

## Demografie
| Populace obce Trasierra z let (1842–2010) | Populace obce Trasierra z let (1842–2010) | Populace obce Trasierra z let (1842–2010) | Populace obce Trasierra z let (1842–2010) | Populace obce Trasierra z let (1842–2010) | Populace obce Trasierra z let (1842–2010) | Populace obce Trasierra z let (1842–2010) | Populace obce Trasierra z let (1842–2010) | Populace obce Trasierra z let (1842–2010) | Populace obce Trasierra z let (1842–2010) | Populace obce Trasierra z let (1842–2010) | Populace obce Trasierra z let (1842–2010) | Populace obce Trasierra z let (1842–2010) | Populace obce Trasierra z let (1842–2010) | Populace obce Trasierra z let (1842–2010) | Populace obce Trasierra z let (1842–2010) | Populace obce Trasierra z let (1842–2010) | Populace obce Trasierra z let (1842–2010) |
| ----------------------------------------- | ----------------------------------------- | ----------------------------------------- | ----------------------------------------- | ----------------------------------------- | ----------------------------------------- | ----------------------------------------- | ----------------------------------------- | ----------------------------------------- | ----------------------------------------- | ----------------------------------------- | ----------------------------------------- | ----------------------------------------- | ----------------------------------------- | ----------------------------------------- | ----------------------------------------- | ----------------------------------------- | ----------------------------------------- |
| 1842                                      | 1857                                      | 1860                                      | 1877                                      | 1887                                      | 1897                                      | 1900                                      | 1910                                      | 1920                                      | 1930                                      | 1940                                      | 1950                                      | 1960                                      | 1970                                      | 1981                                      | 1991                                      | 2001                                      | 2010                                      |
| 440                                       | 623                                       | 625                                       | 627                                       | 827                                       | 849                                       | 869                                       | 949                                       | 1 044                                     | 1 224                                     | 1 218                                     | 1 230                                     | 1 323                                     | 1 007                                     | 682                                       | 701                                       | 717                                       | 580                                       |